# 鶴田欣也
鶴田 欣也（つるた きんや、1932年8月23日 - 1999年11月8日）は、日本出身の日本文学研究者。ブリティッシュコロンビア大学(UBC)教授を務めた。

## 経歴
東京生まれ。幼くして実母と死別、継母に育てられた。上智大学英文科卒業後、米国へ留学中、実父が死に天涯孤独の身となる。ワシントン大学で芥川龍之介についての博士論文を書き、トロント大学助教授を経て1973年から1993年までブリティッシュコロンビア大学教授。国際日本文化研究センター外国人教授、龍谷大学教授を務めた後、死去。最後はカナダ国籍だった。教え子に萩原孝雄、榊敦子、小谷野敦らがいる。
もっぱら川端康成を研究対象とし、1990年以降は平川祐弘とともに多くの国際シンポジウムを開催した。
生涯に3度の結婚歴がある。1973年に工藤美代子と再婚したが、1993年頃離婚。末期がんが判明してから3度目の結婚をした。

## 著書

### 単著
- 『川端康成の芸術』明治書院 （1981） (国文学研究叢書)
- 『日本近代文学における「向う側」』明治書院（1986）(世界の日本文学シリーズ 2)
- 『川端康成論』 明治書院,（1988）(世界の日本文学シリーズ 4)
- 『越境者が読んだ近代日本文学』新曜社 （1999）

### 編著
- 『「山の音」の分析研究』長谷川泉共編, 南窓社 （1980）
- 『川端康成『山の音』研究』 平川祐弘共編 明治書院,（1985）
- 『「雪国」の分析研究』 長谷川泉共編 教育出版センター（1985）
- 『井伏鱒二研究』長谷川泉共編 明治書院 （1990）
- 『内なる壁』平川祐弘共編 ティビーエス・ブリタニカ,（1990）
- 『日本文学の特質』平川祐弘共編 明治書院 （1991）
- 『漱石の『こゝろ』』平川祐弘共編 新曜社,（1992）
- 『アニミズムを読む』平川祐弘共編 新曜社,（1994）
- 『日本文学における〈他者〉 』 新曜社,（1994）
- 『『暗夜行路』を読む』平川祐弘共編 新曜社,（1996）
- 『「甘え」で文学を解く』平川祐弘共編 新曜社,（1996）

### その他
- 『日本の母』平川祐弘、萩原孝雄編 新曜社,（鶴田のUBC定年を記念した論集、1997）
- 『異国への憧憬と祖国への回帰』平川祐弘編 明治書院,（鶴田が行ったシンポジウムをその死後刊行したもの、2000）